# Distrito electoral 35 (condado de Monroe, Illinois)
El distrito electoral de 35 (en inglés: Precinct 35) es un distrito electoral ubicado en el condado de Monroe en el estado estadounidense de Illinois. En el Censo de 2010 tenía una población de 839 habitantes y una densidad poblacional de 583,68 personas por km².

## Geografía
Según la Oficina del Censo de los Estados Unidos, tiene una superficie total de 1.44 km², de la cual 1.4 km² corresponden a tierra firme y (2.7%) 0.04 km² es agua.

## Demografía
Según el censo de 2010, había 839 personas residiendo en el distrito electoral de 35. La densidad de población era de 583,68 hab./km². De los 839 habitantes, el distrito electoral de 35 estaba compuesto por el 97.85% blancos, el 0.83% eran afroamericanos, el 0.12% eran amerindios, el 0.24% eran asiáticos, el 0% eran isleños del Pacífico, el 0.12% eran de otras razas y el 0.83% pertenecían a dos o más razas. Del total de la población el 0.83% eran hispanos o latinos de cualquier raza.